# Macrocoma capillicaulis
Macrocoma capillicaulis là một loài Rêu trong họ Orthotrichaceae. Loài này được (Müll. Hal. ex Broth.) Vitt mô tả khoa học đầu tiên năm 1973.